# 20799 Ashishbakshi
20799 Ashishbakshi este un asteroid din centura principală de asteroizi.

## Descriere
20799 Ashishbakshi este un asteroid din centura principală de asteroizi. A fost descoperit pe 27 septembrie 2000 la Socorro, New Mexico, în cadrul proiectului LINEAR. Asteroidul prezintă o orbită caracterizată de o semiaxă mare de 3,11 ua, o excentricitate de 0,15 și o înclinație de 2,8° în raport cu ecliptica.